# Liste der Bodendenkmale in Neudorf-Bornstein
In der Liste der Bodendenkmale in Neudorf-Bornstein sind die Bodendenkmale der Gemeinde Neudorf-Bornstein nach dem Stand der Bodendenkmalliste des Archäologischen Landesamts Schleswig-Holstein von 2016 aufgelistet. Die Baudenkmale sind in der Liste der Kulturdenkmale in Neudorf-Bornstein aufgeführt.
| Denkmal-ID           | Befundart               | Bezeichnung         | Zeitstellung | Lage | Bemerkungen | Bild |
| -------------------- | ----------------------- | ------------------- | ------------ | ---- | ----------- | ---- |
| aKD-ALSH-Nr. 003 313 | Grabmal > Großsteingrab | Steinkammer         | Neolithikum  |      |             |      |
| aKD-ALSH-Nr. 003 314 | Grabmal > Langbett      | Langbett/Steinreihe | Neolithikum  |      |             |      |
| aKD-ALSH-Nr. 003 315 | Grabmal > Langbett      | Langbett/Steinreihe | Neolithikum  |      |             |      |